# El Chamizal (Tabasco)
El Chamizal es una localidad del municipio de Balancán ubicado en la subregión de los Ríos del estado mexicano de Tabasco.

## Geografía
La localidad se ubica a 61.6 kilómetros (en dirección noreste) de la localidad de Balancán de Domínguez, la cabecera y lugar más poblado del municipio. Se sitúa en las coordenadas geográficas 17°29′48″N 91°03′13″O / 17.496667, -91.053611, a una elevación de 60 metros sobre el nivel del mar.

## Demografía
Según el Conteo de Población y Vivienda 2020, efectuado por el Instituto Nacional de Estadística y Geografía, la localidad de El Chamizal tiene 667 habitantes, de los cuales 344 son del sexo masculino y 323 del sexo femenino. Su tasa de fecundidad es de 2.72 hijos por mujer y tiene 191 viviendas particulares habitadas.
| Gráfica de evolución demográfica de El Chamizal entre 1990 y 2020 |
|                                                                   |
| INEGI.                                                            |